# Гарманова Валентина Михайлівна
Валентина Михайлівна Гарманова (1936–2002) –  педагог, вчитель-методист, заслужений вчитель Української РСР.

## Біографія
В. М. Гарманова  народилася 30 січня 1936 року в м. Теплостан Горьківської області РРФСР.
В 1954 році закінчила Сільвичегодське педагогічне училище і вчителювала в Архангельській області.
В 1959 році переїхала до Одеси. У 1960—1966 роках працювала вчителем початкових класів одеської середньої школи № 8.
В 1969 році закінчила  Одеський державний педагогічний інститут імені К. Д. Ушинського.
До  2001 року  була вчителем початкових класів одеської  загальноосвітньої  школи № 56.
Здобула педагогічне звання «Вчитель-методист».
Померла у лютому 2002 року в Одесі.

## Нагороди
- Орден «Знак Пошани».

- Медалі «За доблесну працю, В ознаменування 100-річчя з дня народження Володимира Ілліча Леніна», «Ветеран праці».

- Почесне звання «Заслужений вчитель Української РСР».